# Las Vegas Country Club

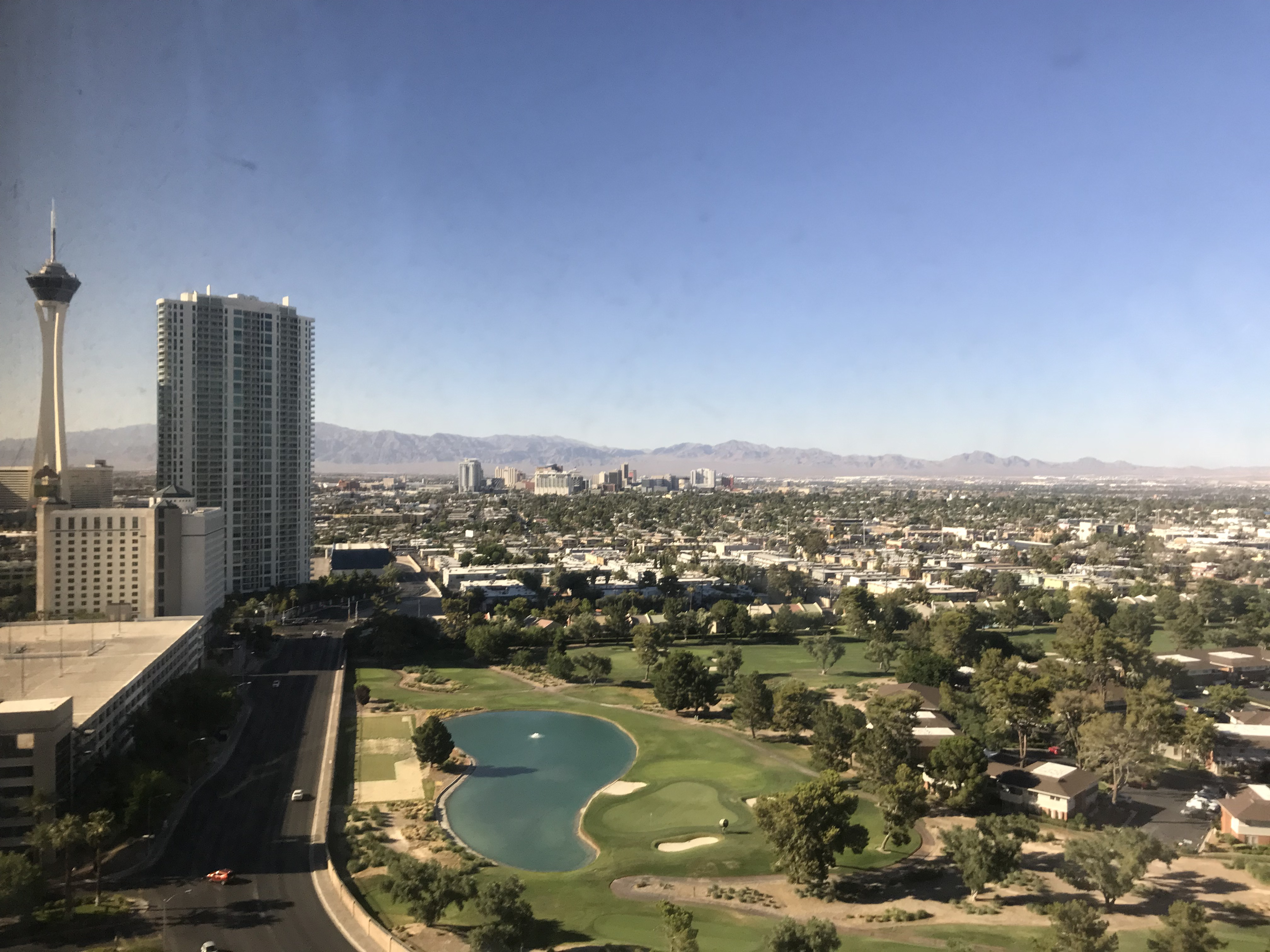
Översikt över en del av Las Vegas Country Club i juni 2018.

Las Vegas Country Club är en privat golfklubb som ligger i Winchester i Nevada i USA, precis väster om kasinot och hotellet Westgate Las Vegas.
Golfklubben grundades 1967 som Las Vegas International Country Club av New York-baserade fastighetsutvecklaren och Boston Celtics-ägaren Marvin Kratter. Tre år senare köpte Merv Adelson, Moe Dalitz, Irwin Molasky och Allard Roen upp golfklubben och den fick sitt nuvarande namn. Sedan 2018 ägs Las Vegas Country Club av Samick Music Corporation.
Golfbanan har 18 hål och är totalt 6 597 meter (7 215 yards). Par är 72.
Golfklubben har stått som värd för Las Vegas Invitational (PGA Tour) 1983–1991 och LPGA Takefuji Classic (LPGA Tour) 2003–2006. Den 8–10 februari 2024 kommer Las Vegas Country Club stå värd för Liv Golf Las Vegas.